# Château de Kilkenny
Le château de Kilkenny ou Caisleán Chill Chainnigh, est un des plus grands châteaux d'Irlande, construit entre 1192 et 1207 par Guillaume de Clare, 1er Comte de Pembroke pour contrôler un passage à gué de la rivière Nore et la jonction de plusieurs voies. Il était le symbole de l'occupation normande et, dans sa construction originelle du XIIIe siècle, il constituait un élément important des défenses de la ville avec quatre grosses tours circulaires aux angles  et un fossé massif, dont une partie est toujours visible sur la Parade.
Il est resté la possession de la famille Butler pendant sept siècles jusqu'à ce qu'il soit transféré à la population de Kilkenny en 1967 pour 50 £ irlandaises, une association étant chargée de l'entretenir et de le restaurer. Peu de temps après, il a été repris par l'État qui l'a rénové et ouvert à la visite. Le château et le parc sont maintenant sous l'autorité de l'Office of Public Works. Les jardins et le parc autour du château sont ouverts au public. La Tour de la Parade est un lieu de conférences. 
Des collections nationales d'art sont exposées dans le château qui possède un vaste parc et des jardins d'ornement. Des visites guidées sont organisées.

## Propriétaires historiques du château

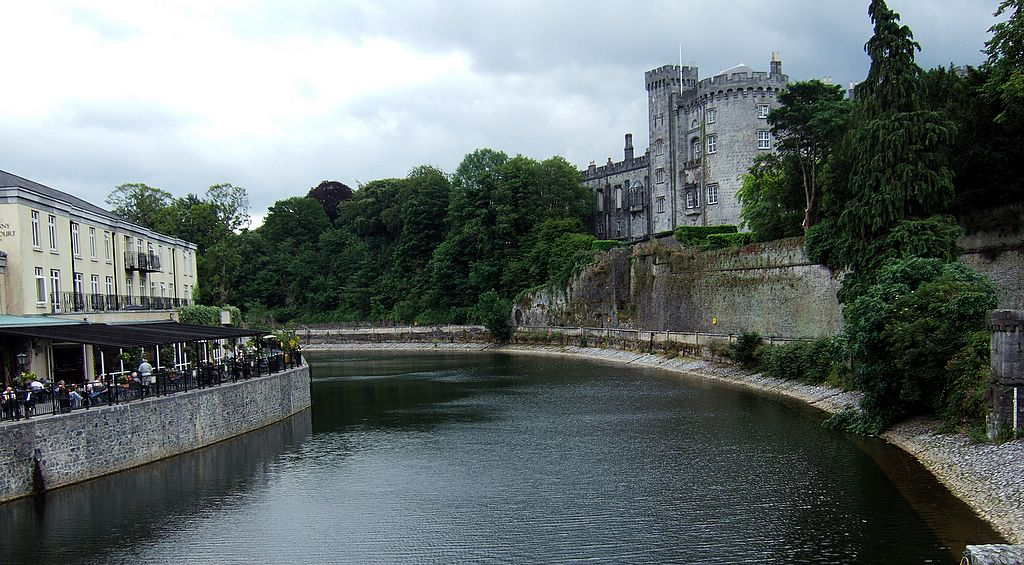
Vue du château de Kilkenny en Irlande depuis le pont de John, le château surplombant la rivière Nore.

Le château actuel est situé sur une hauteur dominant un méandre de la Nore. Ce site était déjà celui où les rois O'Carroll et O'Dunphys Fitzpatrick avaient leur château avant la conquête de l'Angleterre. 

### Les comtes de Pembroke
Richard FitzGilbert de Clare, 2e comte de Pembroke (aussi connu sous le nom de Strongbow) construit une première tour normande sur le site en 1172, probablement en bois. Kilkenny était une partie des terres de Leinster, octroyées à Strongbow. La fille et l'héritière de Strongbow, Isabelle épousa Guillaume de Clare (William Marshal 1er comte de Pembroke) qui, vingt ans plus tard, a construit en pierres le premier château. Guillaume de Clare possédait de grandes propriétés en Angleterre, en France et au Pays de Galles et les administrait de façon efficaces. Il nomma Geoffrey Fitzrobert comme sénéchal de Leinster et ainsi commença une phase majeure de développement de Kilkenny, y compris la construction du château et des accords de locations et privilèges pour les bourgeois et les citoyens du bourg. Le premier château en pierres fut terminé en 1213. C'était un château au plan carré avec 4 tours aux angles, dont il subsiste encore trois tours. L'entrée, qui traversait le mur d'enceinte a aujourd'hui disparu. En effet, ce mur est et le nord de la tour du château ont été endommagés en 1650 pendant le siège de Kilkenny par Oliver Cromwell au cours de la Conquête de l'Irlande. 

### La famille des Butler
James Butler, 3e comte d'Ormond, acheta le château en 1391 et s'établit comme le dirigeant de la région. La dynastie Butler a ainsi dirigé cette région  pendant des siècles. Ils étaient Comtes, Marquis et Ducs d'Ormonde et ont vécu dans le château pendant plus de 500 ans, jusqu'en 1935. Parmi les personnages notables, Lady Margaret Butler (c. 1454 ou 1465-1539) la fille de Thomas Butler, 7e comte d'Ormond. Lady Margret Butler était née au château de Kilkenny. Elle épousa Sir William Boleyn et était la grand-mère paternelle d'Anne Boleyn, deuxième femme du roi Henri VIII d'Angleterre.
En 1640, Kilkenny a été le lieu de la réunion de l'Assemblée générale, ou parlement, du gouvernement confédéré d'Irlande dans les années 1640.

Après son retour d'exil, en 1661, Butler a reconstruit le château à la manière moderne. Une nouvelle porte d'entrée dans le mur sud a été construite à cette époque. 
Pendant le XVIIIe siècle, les Butler qui vivaient en partie en exil, ont eu du mal à continuer d'entretenir le château qui commençait à se dégrader. 
Au XIXe siècle, on note que certains travaux de restauration ont été effectués par Anne Wandesford de Castlecomer, mariée avec John Butler, 17e comte d'Ormonde, auquel elle a apporté un peu d'aisance. 

### L'État irlandais
En 1967, la famille Butler vendit le château au Comité de restauration du château pour 50 £ irlandaises. Ensuite, il a été remis à l'État qui l'a rénové et ouvert au public ainsi que les jardins et les terres du domaine. Il est un devenu un des lieux les plus visités en Irlande.

## Histoire
Richard de Clare, (aussi connu sous le nom de Strongbow) et d'autres chevaliers normands sont arrivés à Kilkenny en 1172, la partie haute dominant la rivière Nore était un site idéal pour construire une tour en bois. 
Ce site stratégique était le lieu où les rois locaux d'Osraige avaient leur résidence principale avant l'invasion normande.
20 ans plus tard, le premier château en pierre a été construit par Guillaume de Clare, 1er comte de Pembroke, gendre de Strongbow. 
Le château a été détenu par le sénéchal de Kilkenny Sir Gilbert De Bohun qui avait hérité du comté de Kilkenny e et du château de sa mère en 1270. Mais en 1300, il a été proscrit par Edward Ier, puis rétabli en 1303, et il a occupé le château jusqu'à sa mort en 1381. Il n'a pas été transmis à son héritière Joan, mais saisi par la Couronne et vendu à la famille Butler. 

### Les Butler d'Ormond
Le château devient le siège d'une famille très puissante, les Butler d'Ormonde. La famille Butler est arrivée d'Angleterre lors de l'invasion normande de l'Irlande et s'est d'abord installée à Gowran. Ils changèrent leur nom de FitzWalter en Butler, devenu grand échanson héréditaire d'Irtalnde en 1250. C'était une famille très remarquable, douée de qualités d'adaptation, de sens politique et fidèle à la couronne et à l'Irlande. Leur loyauté ont déterminé leur fortune et leur carrière.  La famille était devenue très fortunée lorsqu'en 1391, James Butler, 3e comte d'Ormond, a acheté le château en 1391. La dynastie des Butler a exercé les fonctions de seigneur sur les environs pendant plusieurs siècles. 
Au XVIIe siècle, le château devient la possession d'Elizabeth Preston, femme de Jacques Butler d'Ormond, 12e comte et 1er duc d'Ormond, alors lieutenant général d'Irlande. Contrairement à la plupart de sa famille, il était protestant et tout au long de la Rébellion irlandaise de 1641, il a été le représentant en Irlande du roi Charles Ier. Cependant, son château de Kilkenny devint le foyer d'un mouvement rebelle catholique, confédérés d' Irlande. Ainsi, le château devient-il entre 1642 et 1648 le lieu de la réunion du "conseil supérieur", ou du parlement de la Rébellion irlandaise de 1641. Ormonde lui-même était à Dublin à cette époque. Le mur est et la tour nord est du château ont été endommagées durant le siège de Kilkenny par Cromwell pendant la conquête cromwellienne de l'Irlande. On les a ensuite détruites. Une nouvelle entrée a alors été construite au sud. En 1661, Butler a remodelé le château en château "moderne" après son retour d'exil.
Au XVIIIe siècle, le château était dégradé, reflétant la fortune chancelante de la famille Butler. Quelque restauration a été entreprise par Anne Wandesford de Castlecomer, mariée avec John Butler, 17e comte d'Ormonde, auquel elle a apporté un peu d'aisance.  
Au XIXe siècle, les Butler ont alors tenté de le restaurer dans son aspect médiéval, lançant également la reconstruction de l'aile nord et l'extension du mur-rideau sud. D'autres extensions ont été ajoutées en 1854.
La hausse des impôts, des droits de succession, la dépression économique et le coût de la vie ont fortement ébranlé leur fortune.

Alors que les Ormonde avaient reçu 22 000 £ de revenus des locations dans les années 1880, ce revenu était tombé dans les années 1930 à 9 000 £, et en 1950 s'étaient réduits à 850 £. En 1915, ils ont donc vendu la majeure partie de leurs propriétés louées à Tipperary et à Kilkenny, 21 000 acres (85 km ²), pour 240 000 £. Les droits de succession et les dépenses à la suite de la mort de James Butler, 3e marquis d'Ormonde en 1919 se sont montés à 166 000 £.
La famille Butler continue à vivre dans le château jusqu'en 1935, époque à laquelle elle a vendu une partie du mobilier pour 6 000 £, sont partis vivre à Londres et ont mis en location l'intérieur du château. 
En 1967, Arthur Butler, 6e marquis et 24e comte d'Ormonde, a vendu le château abandonné et se détériorant au Comité de Restauration du Château pour 50 £, en déclarant : «La population de Kilkenny, ainsi que moi-même et ma famille, ressentent une grande fierté pour le château, et nous ne voulons pas voir continuer sa détérioration. Nous avons donc décidé qu'on ne devait pas le laisser tomber en ruines. Il y a déjà de trop nombreuses ruines en Irlande." Il acheta également le terrain en face du château à ses administrateurs  "afin que rien ne soit jamais construit dessus et que le château puisse être admiré dans toute sa dignité et sa splendeur». Mick Jagger et Marianne Faithfull sont venus à la fête de transmission de propriété "Nous sommes juste venus faire un tour".

### La guerre civile d'Irlande
Au cours de la guerre civile irlandaise en 1922, les Républicains ont été assiégés dans le château par les troupes de l'État libre d'Irlande. Les Ormonde, entourés de leurs pékinois, choisirent  de rester in situ dans leur chambre à coucher, au-dessus de la grande porte, qui a été la cible principale de l'attaque. Une mitrailleuse était positionnée devant leur porte. Un seul homme a été blessé, mais d'importants dégâts ont été infligés au château, qui ont requis de nombreuses années de réparation.

## Restauration
Pendant le  reste du XXe siècle, beaucoup de restauration et d'entretien sont entrepris et le château est ouvert aux visiteurs. La Butler Gallery dans le sous-sol présente des expositions artistiques organisées par la Kilkenny Art Gallery Society dans un lieu nommé en hommage à  Peggy et Hubert Butler.
Le château s'ouvre sur un vaste parc et des jardins et des jardins d'ornement du côté de la ville. Des visites guidées sont organisées. Il est maintenant aux soins de l'État. Une partie de la National Art Gallery est exposée au château.
Des fouilles et des études sur la construction par Ben Murtagh in les années 1990 ont révélé des traces d'un château plus ancien en terre, ont découvert une poterne et une section du fossé vers la Parade (maintenant visible, également le côte sud est perdu du château.

L'entrée était à travers le mur est (maintenant disparu). D'autres restes variés du château original ont été retrouvés, y compris une pierre  de contrefort et une antichambre. Des parties du château ont survécu jusqu’à maintenant mais le château a changé au cours des siècles. Le mur rideau du XVIIe a disparu depuis longtemps, la porte d'entrée très élaborée est une addition du XVIIe et une grosse partie du château vu du côté du parc est une reconstruction du XIXe.
Les cérémonies de remise des prix et diplômes du Kilkenny Campus de la National University of Ireland, Maynooth sont organisées au château depuis 2002.